# Grand Prix de Plumelec 1976
Il Grand Prix de Plumelec 1976, terza edizione della corsa, si svolse il 14 maggio su un percorso con partenza e arrivo a Plumelec. Fu vinto dal francese Robert Alban della Gan-Mercier-Hutchinson davanti ai suoi connazionali Raymond Martin e Roland Smet.

## Ordine d'arrivo (Top 10)
| Pos. | Corridore                 | Squadra                | Tempo |
| ---- | ------------------------- | ---------------------- | ----- |
| 1    | Robert Alban              | Gan-Mercier-Hutchinson |       |
| 2    | Raymond Martin            | Gitane-Campagnolo      |       |
| 3    | Roland Smet               | Lejeune-BP             |       |
| 4    | Georges Talbourdet        | Gan-Mercier-Hutchinson |       |
| 5    | Pierre-Raymond Villemiane | Gitane-Campagnolo      |       |
| 6    | Joop Zoetemelk            | Gan-Mercier-Hutchinson |       |
| 7    | Andre Chalmel             | Gitane-Campagnolo      |       |
| 8    | Claude Magni              | Jobo-Wolber-La France  |       |
| 9    | Joël Hauvieux             | Lejeune-BP             |       |
| 10   | Patrick Beon              | Peugeot-Esso-Michelin  |       |